# Maud Forget
Pour les articles homonymes, voir Forget.
Maud Forget, née le 7 mai 1982 à Saint-Cloud (Hauts-de-Seine), est une actrice et réalisatrice française.

## Filmographie

### Actrice
- 1999 : Mauvaises Fréquentations de Jean-Pierre Améris : Delphine Vitrac
- 2001 : Tu ne marcheras jamais seul de Gilles Chevalier : Camilla Holban
- 2002 : La Vie promise de Olivier Dahan : Laurence
- 2003 : Augustine (Court-métrage) de Jean-Claude Monod et Jean-Christophe Valtat : Augustine
- 2004 : Clau Clau l'oiseau (Court-métrage) de Cyril Paris : Sophie
- 2006 : U de Serge Élissalde et Grégoire Solotareff : Mimi (Voix)
- 2007 : Frontière(s) de Xavier Gens : Éva
- 2008 : Fracassés de Franck Llopis : La voisine de Jean-Paul
- 2011 : Prunelle et Mélodie (Court-métrage) de Mathieu Simonet : Mélodie
- 2011 : Augustine (Court-métrage) de Jean-Christophe Valtat et Jean-Claude Monod : rôle d'Augustine
- 2012 : Pari (Court-métrage) de Jovanka Sopalovic : Une styliste
- 2013 : Le café des veuves (Court-métrage) de Geoffroy Koeberle : Marianne
- 2013 : Silhouette (Court-métrage) de Bertrand Cazor : Laura Beaumont
- 2024 : Filtre d'amour (Court-métrage) de Karina Testa
- 2024 : Sous la Seine de Xavier Gens : la journaliste de triathlon

### Réalisatrice
- 2014 : (En)Vie (court-métrage)
- 2025 : Coûte que coûte (en développement)

### Télévision
- 2001-2002 : Vertiges (Série TV) : Lucie / Clémence
- 2005 : Venus et Apollon de Tonie Marshall (Série TV) : Punkette
- 2006 : Sable noir de Xavier Gens (Série TV) : Céline Charpentier
- 2006 : Fabien Cosma de Jean-Claude Sussfeld (Série TV) : Anne
- 2006 : Alice Nevers : le juge est une femme de Joyce Bunuel (Série TV) : Pauline Tarpon
- 2007 : H.B. Human Bomb - Maternelle en otage (docufiction) de Patrick Poubel (Téléfilm) : Laurence Dreyfus
- 2009 : Comprendre et pardonner de Michel Hassan (Série TV) : Isabelle
- 2010 : Merci papa, merci maman de Vincent Giovanni (Téléfilm) : Fanny
- 2012 : La Balade de Lucie de Sandrine Ray (Téléfilm) : Sophie
- 2014-2016 : Origines (Série TV) : Marianne Garnier
- 2018 : L'Art du crime (Série TV) : Sandra Chevais
- 2018 : Commissaire Magellan (Série TV) : Ludivine Fléchon

## Doublage
- 2007 : Raymond : Louise (création de voix)
- 2024 : Les Expatriées (mini-série)
- 2024 : Masters of the Air (mini-série) [1]

## Théâtre

### Acteur
- 2005 : L'autre ou le jardin oublié, mise en scène Patrice Paris, théâtre Montmartre-Galabru Paris
- 2008 : Adam et Eve, mise en scène Éric Théobald, théâtre de la Gaîté-Montparnasse Paris
- 2016 : Résistantes, de Franck Monsigny, mise en scène Stanislas Grassian, Théâtre Le Petit Louvre Festival off d'Avignon
- 2017 : Résistantes, de Franck Monsigny, mise en scène Stanislas Grassian, Théâtre du Roi René Festival off d'Avignon
- 2018 : Bobigny, de Barbara Lamballais et de Karina Testa, mise en scène Barbara Lamballais, Festival Des Mises En Capsules, Ciné 13 Théâtre Paris
- 2019 : La double inconstance, de Marivaux, mise en scène Philippe Calvario, avec Guillaume Sentou, Sophie Tellier, Luc-Emmanuel Betton, Roger Contebardo, Alexiane Torrès, création au Centre Culturel L'Athénée Rueil-Malmaison, puis en tournée et au Théâtre 14 Jean-Marie Serreau Paris
- 2021 : Là-bas, de l'autre côté de l'eau, de Pierre-Olivier Scotto avec le regard complice de Xavier Lemaire, mise en scène Xavier Lemaire, avec Isabelle Andréani, Hugo Lebreton, Kamel Isker, Noémie Bianco, Chadia Amajod, Teddy Melis, Franck Jouglas, Patrick Chayriguès, Julien Urrutia, Laurent Letellier, Xavier Kutalian, au Théâtre La Bruyère Paris
- 2023 : Le Menteur, de Pierre Corneille, mise en scène Marion Bierry, au Théâtre de Poche-Montparnasse Paris
- 2024 et 2025 : La double inconstance, de Marivaux, mise en scène Jean-Paul Tribout, au Théâtre Essaion à Avignon, puis en tournée et au Théâtre du Lucernaire Paris

### Metteur en scène
- 2020 : assistante metteur en scène de Oh Maman !, de Stéphane Guérin, mise en scène Guillaume Sentou, avec Alysson Paradis, Garance Bocobza, Mikaël Chirinian, théâtre La Scène Parisienne Paris

## Distinctions
- Festival international du film de Saint-Jean-de-Luz 2015 : prix du jury jeune pour le court-métrage (En)Vie
- NewFilmmakers Los Angeles (NFMLA) Awards 2017 : nomination dans la catégorie "meilleur court-métrage de comédie" pour le court-métrage (En)Vie